# Nadym
Nadym (russisch Надым) ist eine russische Rajonshauptstadt im Autonomen Kreis der Jamal-Nenzen mit 46.611 Einwohnern (Stand 14. Oktober 2010).

## Geographie
Nadym liegt am gleichnamigen Fluss im Nordwesten Sibiriens, südöstlich des Obbusens. Die Hauptstadt des Autonomen Kreises, Salechard, befindet sich 563 km in nordwestlicher Richtung, die Oblasthauptstadt Tjumen liegt 1225 km südlich von Nadym. Die nächstgelegene Stadt ist Nowy Urengoi, rund 200 km östlich von Nadym.

## Geschichte
Nadym wurde 1972 als Arbeitersiedlung gegründet, im selben Jahr erhielt es die Stadtrechte. Ursprünglicher Siedlungsschwerpunkt der Region war das am anderen Ufer des Flusses gelegene Stary Nadym, aber nach seiner Gründung überflügelte Nadym den Nachbarort rasch. 2004 wurde die Siedlung städtischen Typs Stary Nadym nach Nadym eingemeindet.

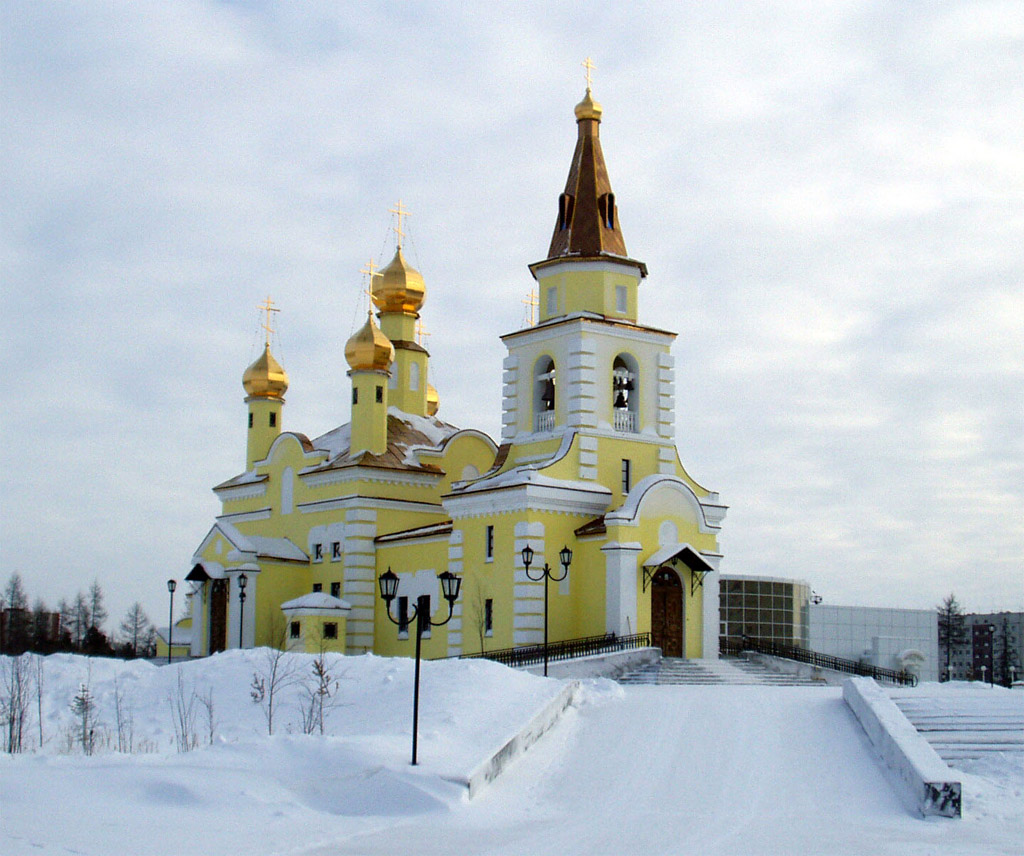
Nikolaus-Kirche in Nadym
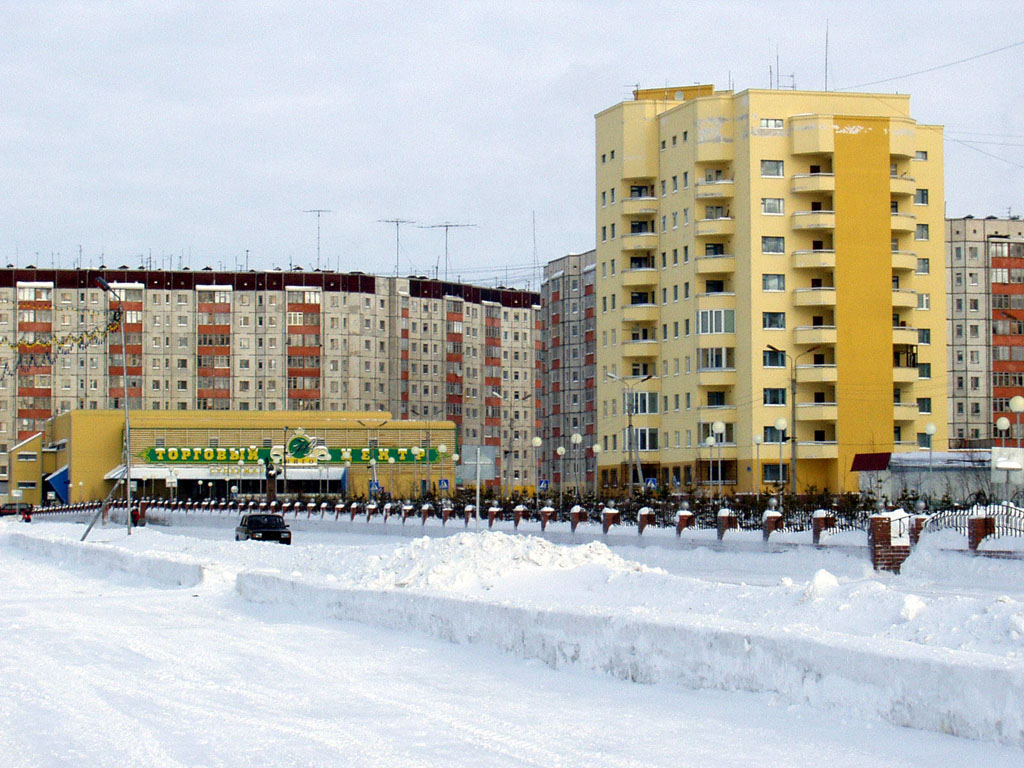
Ein Wohnviertel in Nadym

### Bevölkerungsentwicklung
| Jahr | Einwohner |
| ---- | --------- |
| 1959 | 300       |
| 1970 | 900       |
| 1979 | 26.058    |
| 1989 | 52.586    |
| 2002 | 45.943    |
| 2010 | 46.611    |

Anmerkung: Volkszählungsdaten (bis 1970 gerundet)
Im gleichnamigen Rajon Nadym leben 19.919 Menschen; größte Siedlung des Rajons nach Nadym ist Pangody mit 10.805 Einwohnern.

## Wirtschaft und Verkehr
Nadym entwickelte sich im Zuge der Erdgasförderung. Heute prägen Betriebe der Erdgasindustrie und der Baustoffwirtschaft die Stadt.
Südöstlich der Stadt liegt der Flughafen Nadym (IATA-Flughafencode NYM, ICAO-Code: USMM). Am Ort vorbei führte die in den 1950er-Jahren auf dem Abschnitt Salechard – Urengoi mit Ausnahme der Brücke über den Nadym weitgehend fertiggestellte, aber dann nicht in regulären Betrieb genommene Polarkreiseisenbahn. In den 1970er-Jahren wurde sie aus östlicher Richtung, von Nowy Urengoi bis Stary Nadym für den Güterverkehr reaktiviert. Die Wiederherstellung der Bahnstrecke sowie der Bau einer ganzjährig befahrbaren Straßenverbindung nach Salechard und einer Straßen- und Eisenbahnbrücke über den Nadym in Richtung Stary Nadym anstelle einer Pontonbrücke (in der eisfreien Zeit) beziehungsweise Eisstraße stellen derzeit ambitionierte Infrastrukturprojekte im Umkreis der Stadt dar. Der 2011 begonnene Brückenbau sollte nach Verzögerungen bis Ende 2015 abgeschlossen werden. Im September 2015 wurde der Straßenteil der Brücke eröffnet, im folgenden Dezember wurde entschieden, den Schienenteil nicht weiterzubauen.

## Bildung
Nadym ist Sitz einer Zweigstelle der Staatlichen Universität Tjumen, der Psychologisch-Soziologischen Hochschule Moskau und anderer Bildungseinrichtungen.